# شارل خیرتس
شارل خیرتس (هلندی: Charles Geerts; ۲۹ اکتبر ۱۹۳۰ – ۳۱ ژانویهٔ ۲۰۱۵) بازیکن فوتبال اهل بلژیک بود.
وی همچنین در تیم ملی فوتبال بلژیک بازی کرده‌است.